# Мараньйон (річка)
Мараньйо́н (ісп. Río Marañón, від marañón — «густий чагарник») — річка в Перу, ліва твірна річки Амазонки.

## Течія
Бере початок на східних схилах Західної Кордильєри, приблизно за 160 км на північний схід від Ліми, столиці Перу. Річка починається при злитті високогірних річок Нупе та Лаурікоча, які впадають до гірського озера Патакоча, яке лежить на висоті приблизно 4 000 м. З озера фактично і витікає річка. Далі вона протікає через озеро Лаурікоча та під назвою Лаурікоча тече протягом кілька сотень кілометрів на північний захід через глибоку міжгірну андійську долину з численними порогами.
Після впадіння зліва річки Чамая річище відхиляється на схід, прориваючись через Центральну та Східну Кордильєри у вузьких (шириною 50—100 м) глибоких ущелинах — понґо. Минаючи останній гірський ланцюг Сьєрра-Кампанкіс долиною Понґо-де-Мансеріче, виходить на Амазонську низовину, по якій спокійно тече у звивистому річищі до злиття з річкою Укаялі, приймаючи справа головну свою притоку річку Уайяґа. До 1971 року вважалося, що річка грає головну роль у формуванні річки Амазонки, а Укаялі є його правою притокою.

## Примітки

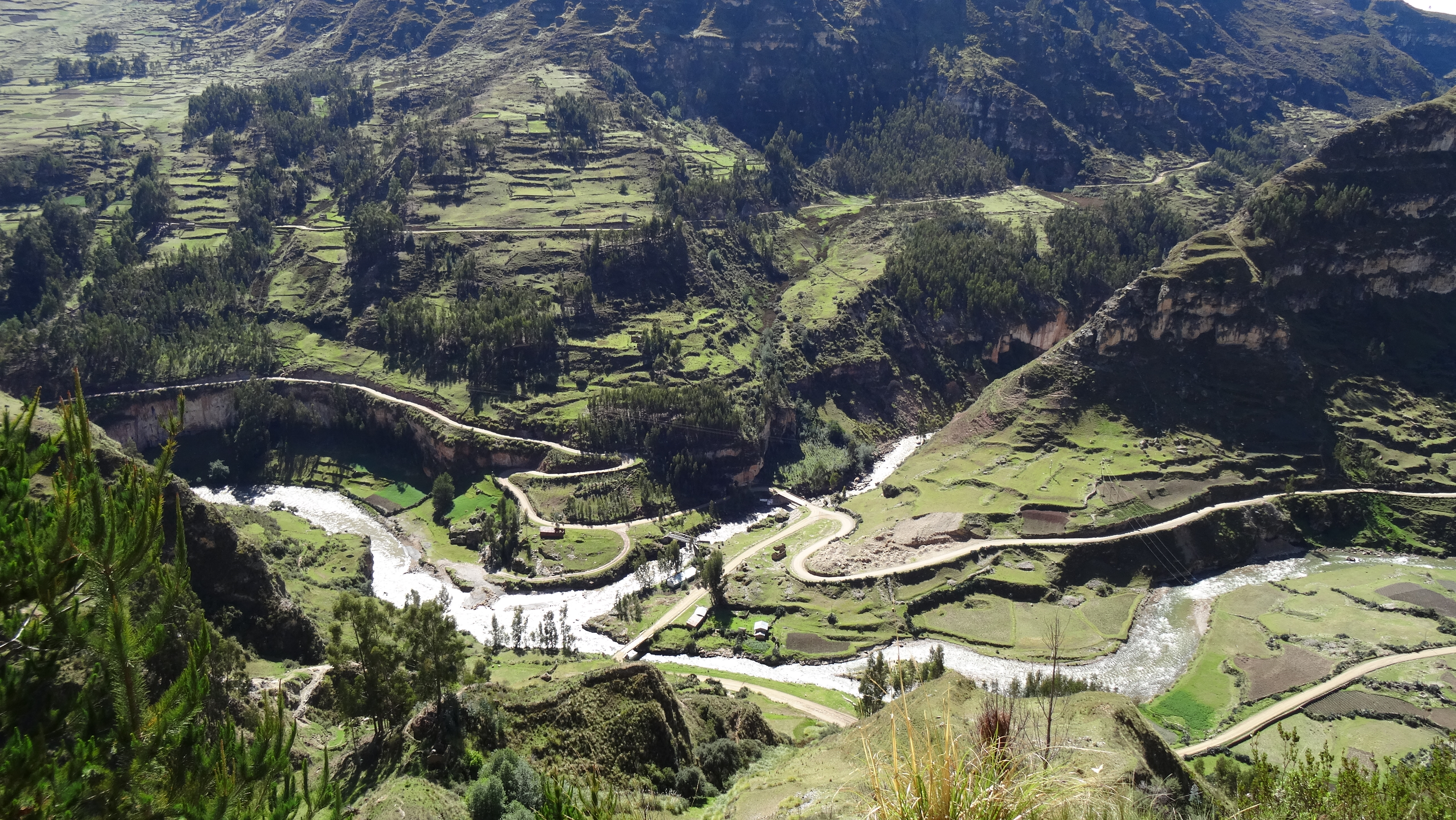
Нупе (внизу праворуч) зливається з річкою Лаурікоча (в центрі), утворюючи Мараньйон.

## Основні характеристики
Довжина річки сягає понад 2000 км. Площа басейну становить понад 350 тис. км².
Живлення мішане: дощове, снігове та льодовикове в гірській частині басейну, дощове — в рівнинній. Паводки з жовтня по липень. Пересічні витрати води становлять 15 600 м³/с. Річка має величезні гідроенергетичні ресурси. Судноплавна протягом 1000 км від гирла — до порогів.